# الوویتسا (استان مونتانا)
الوویتسا (به بلغاری: Elovitsa) یک منطقهٔ مسکونی در بلغارستان است که در شهرستان گئورگی دامیانوو واقع شده‌است.